# Wenling
Wenling (温岭 ; pinyin : Wēnlǐng) est une ville de la province du Zhejiang en Chine. C'est une ville-district placée sous la juridiction administrative de la ville-préfecture de Taizhou.

## Démographie
La population du district était de 1 366 800 habitants en 2010

## Personnalités
Lü Lin (1969-), champion olympique de tennis de table en double.